# 루이사 테트라치니

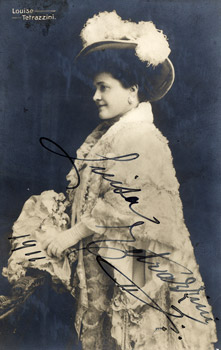
루이사 테트라치니 (1911년)

루이사 테트라치니(이탈리아어: Luisa Tetrazzini, 1871년 6월 29일 ~ 1940년 4월 28일)는 20세기 초의 이탈리아의 성악가이다.
피렌체에서 태어나 고향에서 언니인 에바와 함께 성악을 배워, 1903년 피렌체에서 〈아프리카의 여인〉의 이네즈역으로 데뷔하였다. 그 후 이탈리아와 북미에서 계속 활약하였다. 1907년 런던의 코벤트 가든 왕립가극장에서 《라 트라비아타》와 《람메르무어의 루치아》를 불러 큰 반응을 일으켰으며 매력있는 명쾌한 목소리와 뛰어난 콜로라투라의 기교, 뛰어난 스타카토의 가창은 전대미문의 것으로 평가받았다. 은퇴 후에는 《노래의 생애》(1921)와 가창의 입문서 《어떻게 부를 것인가》(1925)를 저술하는 한편 후배의 지도 양성에도 힘썼다.